# Teobaldo IV de Blois
Teobaldo IV de Blois ((em catalão) 1090 — 8 de janeiro de 1152), cognominado o Grande (em francês: Thibaut le Grand), foi conde de Blois, de Chartres, de Maux, conde de Châteaudun, senhor de Sancerre (1102-1151), conde de Troyes e de Champanhe. Ele é conhecido também como Teobaldo II de Champanhe.

## Biografia
Foi o segundo filho de Estêvão II, Conde de Blois, e de Adela da Normandia, filha de Guilherme I de Inglaterra. Seu irmão mais velho, Guilherme, foi deserdado por ser considerado incapaz de assumir o governo. Muitos historiadores descreveram Guilherme como deficiente mental, embora isso não tenha fundamento. Sabe-se, no entanto, que sua mãe achava-o temperamental e inadequado para as amplas funções condais. Assim, em 1102, Teobaldo herdou os domínios de seu pai, morto na Batalha de Ramla, na Terra Santa. Em 1125, seu tio Hugo I de Champanhe tornou-se templário, legando-lhe o condado de Troyes e o título de conde de Champanhe, o qual lhe fora atribuído, embora não estivesse de posse de toda a província.
Sua mãe Adela assumiu total regência do condado de 1101 a 1107, quando ele foi feito cavaleiro. Eles então governaram juntos até 1120, quando Adela se retirou para o convento de Marcigny. Em 1107, Teobaldo se juntou a uma revolta contra Luís, o Gordo, filho do rei Filipe I da França. Em 1111, quando Luís se tornou rei, suas relações com os Capetos deteriorou-se ainda mais, levando para um conflito armado latente. Em 1113, formou uma coalizão com seu tio, o rei da Inglaterra e duque da Normandia, Henrique I, e venceu um exército inteiro de Capetianos e Angevinos.
À morte sem descendentes legítimos de seu tio, em 1135, os barões do ducado da Normandia propuseram-lhe para que se tornasse seu suserano. No fim de dezembro de 1135, em Lisieux, ao discutir o assunto com Roberto, 1º conde de Gloucester, e filho ilegítimo de Henrique, este o informou que seu irmão Estêvão fora coroado rei da Inglaterra. Em 1137, durante uma visita deste à Normandia, Estêvão concordou em ceder-lhe uma pensão de duas mil libras por ano em compensação a seu direito perdido ao trono da Inglaterra.
Através de sua influência e habilidade, estendeu o pequeno condado de Troyes a todo o Champanhe,impondo sua suserania a cinco vassalos do arcebispo de Reims, incluindo o bispo de Langres, e a muitos do duque da Borgonha (incluindo Joigny). Fez então de Troyes a capital de seus estados, tornando-se um dos principais vassalos da coroa francesa.
Teobaldo voltou a se envolver num conflito com o rei, agora Luís VII da França, quando este permitiu que Raul I de Vermandois se divorciasse de sua irmã Leonor para se casar com Petronilha da Aquitânia, irmã da rainha. A guerra, que durou dois anos (1142-1144), foi marcada pela ocupação de Champanhe pelo exército real e pela captura de Vitry, onde muitas pessoas pereceram pelo incendiamento da igreja. O professor francês Pedro Abelardo, que se tornou famoso por seu caso amoroso e subsequente casamento com sua pupila Heloísa, procurou asilo em Champanhe durante o governo de Teobaldo. Ele morreu na Abadia de Cluny, na Borgonha, um mosteiro apoiado pelos Teobaldianos por muito séculos.
Ao morrer, em janeiro de 1152, preferiu que seu corpo fosse sepultado na fronteira nordeste de Champanhe, em Brie, na Abadia de São Pedro, em Lagny-sur-Marne.

### Relações familiares
Em 1123, Teobaldo casou-se com Matilde da Caríntia (1090 -?), filha de Engelberto II de Sponheim, duque da Caríntia, e teve onze filhos com ela:
1. Henrique I de Champanhe (1126 - 1181), conde de Champanhe;
2. Teobaldo V de Blois, conde de Blois;
3. Estêvão de Sancerre;
4. Guilherme das Mãos Brancas, arcebispo de Reims;
5. Hugo, abade de Cîteaux;
6. Adélia de Champanhe, rainha da França;
7. Maria, esposa de Odo II, duque da Borgonha;
8. Inês, esposa de Reinaldo II, conde Bar;
9. Margarida, freira em Fontevraud;
10. Matilde, esposa de Rotrou IV, conde do Perche.
11. Alice de Champanhe casada com o rei Luís VII de França.